# Omoto Tadateru
Tadateru Omoto (sinh ngày 6 tháng 4 năm 1969) là một cầu thủ bóng đá người Nhật Bản.

## Sự nghiệp câu lạc bộ
Tadateru Omoto đã từng chơi cho Bellmare Hiratsuka.